# Nemoria inclusaria
Nemoria inclusaria là một loài bướm đêm trong họ Geometridae.